# Fay-sur-Lignon
Fay-sur-Lignon är en kommun i departementet Haute-Loire i regionen Auvergne-Rhône-Alpes i centrala Frankrike. Kommunen ligger i kantonen Fay-sur-Lignon som tillhör arrondissementet Le Puy-en-Velay. År 2022 hade Fay-sur-Lignon 344 invånare.

## Befolkningsutveckling
Antalet invånare i kommunen Fay-sur-Lignon
| Referens: INSEE |